# Schönthal (Langerwehe)
Schönthal ist ein Ortsteil von Langerwehe im nordrhein-westfälischen Kreis Düren.

## Geographische Lage
Schönthal liegt am Nordrand des Naturparks Hohes Venn-Eifel. Durch das an der Landesstraße 12 zwischen Heistern und Langerwehe-Mitte und auf etwa 147 m ü. NHN liegende Dorf fließt der Wehebach, der die Wasserenergie unter anderem für die zahlreichen historischen Wassermühlen am Wehebach liefert. Die Ortschaft besteht aus dem im Meroder Wald liegenden Schönthal, dem Gut Schönthal und dem 300 m südsüdwestlich von Schönthal liegenden Kleinschönthal.
Nordwestlich oberhalb von Schönthal befindet sich auf einer bewaldeten Anhöhe die Ruine der Karlsburg nebst Familienkapelle und Denkmalpark. Bei Kleinschönthal mündet der Sührbach in den Wehebach.

## Geschichte
Schönthal hatte ehemals mit seinen Hammerwerken wirtschaftliche Bedeutung. Seit dem 16. Jahrhundert spielte dort die messingverarbeitende Industrie eine große Rolle. Zu Beginn des 19. Jahrhunderts kam die Nadelfabrikation dazu. Konkurrierende Wirtschaftsgebiete an Rhein und Ruhr, neue Fertigungsmethoden und die Wirtschaftskrise des Ersten Weltkrieges führten zum Ende der Industrie in Schönthal.
Von 1794 bis 1815 gehört Schönthal zur Mairie Heistern im Kanton Eschweiler im Département de la Roer. 1800 haben Hamich, Heistern, Schevenhütte und Schönthal zusammen 1.120 Einwohner. Im preußischen Kreis Düren gehörten die Orte zur Gemeinde Wenau in der Bürgermeisterei Nothberg bzw. seit 1932 im Amt Langerwehe. Am 1. Januar 1972 wurde Wenau nach Langerwehe eingemeindet. Von 1961 bis 1971 war der Ort postalisch unter „5181 Schönthal (über Eschweiler)“ zu erreichen, von 1972 bis 1993 unter „5163 Langerwehe“ und seit 1993 ist er unter „52379 Langerwehe“ zu erreichen. Die Telefonvorwahl ist 02423 (im Gegensatz zur 02409 von Hamich).

## Wirtschaft
Schönthal war vom 16. bis ins 20. Jahrhundert ein industrielles Zentrum der Messing verarbeitenden Industrie. Mehrere Hammerwerke verarbeiteten das Metall. Im 19. Jahrhundert kam die Nadelfabrikation dazu. Nennenswert ist hier die Fabrikantenfamilie Schleicher. Die Industrie in Schönthal endete nach dem Ersten Weltkrieg. Heute gibt es in Schönthal ein Hotel und ein Altenheim.

## Verkehr
Die nächste Autobahnanschlussstelle ist „Langerwehe“ auf der A 4. Der nächste Bahnhof an der  Schnellfahrstrecke Köln–Aachen ist „Langerwehe“.
Die AVV-Buslinie 261 des Rurtalbus verbindet Schönthal mit Gressenich, Schevenhütte, Langerwehe-Mitte und den Nachbarorten. Bis zum 31. Dezember 2019 wurden diese Linie vom BVR Busverkehr Rheinland bedient. Zusätzlich verkehrt ein Rufbus.
| Linie      | Verlauf |
| ---------- | --- |
| 261        | Langerwehe Bf – Langerwehe Rathaus – Schönthal – Wenau – Heistern – Hamich – Gressenich – Schevenhütte                          |
| RufBus 261 | Rufbus: Schevenhütte – Gressenich – Hamich – Heistern – Wenau – Schönthal – Langerwehe Rathaus – Langerwehe Bf (Mo–Fr tagsüber) |